# Çayönü

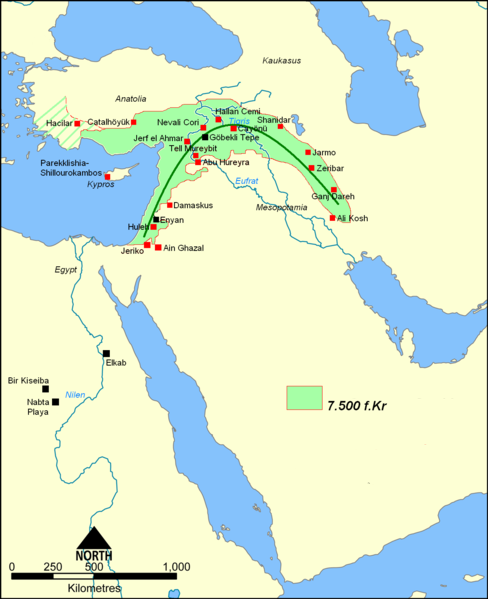
Mapa del Creixent Fèrtil asiàtic, amb els principals centres de desenvolupament cultural coneguts, entre els quals es troba Çayönü.

Çayönü (també anomenat Çayönü Tepesi) és un jaciment neolític del sud de Turquia, que ocupa una àrea d'aproximadament 4 ha; es troba a 830 msnm i a 40 km al nord-oest de Diyarbakir, al peu de les muntanyes Taurus. Està situat a prop del riu Bogazcay, un afluent de l'Alt Tigris, i del Bestakot, un rierol intermitent.

## Estratigrafia
Les primeres excavacions van ser dirigides per Robert John Braidwood entre els anys 1964 i 1978, en una fase inicial, i continuades posteriorment entre 1985-1991. El jaciment abasta els períodes del Neolític preceràmic A i B (PPNA i PPNB), així com del Neolític plenament ceràmic. L'estratigrafia es divideix en les subfases següents, d'acord amb l'arquitectura habitacional predominant, ja que, fins ara, no se n'ha pogut establir una cronologia absoluta:
- Circular, PPNA,
- En forma de graella, PPNB inicial,
- Acanalada o de grans habitacions pavimentades, PPNB 1/2,
- En forma de cel·les, PPNB tardà,
- Amb grans habitacions individuals, PPNB final, neolític inicial.

La primera fase estratigràfica, anomenada de fons de cabana, presenta unes poques estructures arquitectòniques de forma circular, i hi apareixen agulles fetes en os com a artefactes més comuns. La segona, o de plantes en forma de graella, es caracteritza per habitatges ja rectangulars amb una triple subdivisió de l'espai i múltiples objectes pertanyents a la cultura material, fets de sílex, pedra o coure. Aquí es va descobrir un edifici singular, amb murs ben construïts, bancs de pedra i grans lloses col·locades verticalment. A la tercera, o de grans habitacions pavimentades, es van trobar paviments fets amb terratzo i d'altres amb lloses, muntats sobre una plataforma acanalada de planta rectangular, l'objectiu en seria aïllar l'habitatge de la humitat durant l'hivern. Apareixen bols de pedra i es va trobar un edifici comunal, amb bancs petris, múltiples cranis humans i enterraments a l'interior, així com taules de pedra amb restes de sang humana i de bòvids. La quarta, o de plantes en cèl·lules, presenta habitacles amb terres d'argila endurida, als quals se'ls suposa l'existència d'un segon pis. Hi apareixen artefactes de bona grandària realitzats en obsidiana i un edifici ben diferenciat amb sòls de terratzo, a més del relleu d'un rostre humà en una de les parets. La cinquena i última fase, o de les grans habitacions individuals, molt erosionada, està subjecta a controvèrsia a causa de la dificultat d'interpretar-la en el seu actual estat de conservació. S'hi van trobar mànecs fets d'os i banya.

## El jaciment
Les parets dels habitatges de Çayönü van ser aixecades amb maons de tova. Les cases veïnes confinaven entre si, compartint les seves estructures, de la qual cosa es deduiria que va existir una certa planificació prèvia de l'espai, que donà lloc al que s'ha anomenat arquitectura aglutinant. Les úniques entrades estarien situades als sostres i/o terrasses, tal com passa en la seva contemporània de les últimes fases de Çatalhöyük. Només als edificis d'ús comunal i/o ritual l'accés estaria a nivell del sòl.
Els seus habitants criaven ovelles (Ovis àries) i cabres (Capra hircus). En els nivells més recents, s'han trobat porcs (Sus domesticus), i possiblement és Çayönü un dels llocs on va ser domesticat per primera vegada aquest animal, cap al 7000 aC. També hi ha evidències de la domesticació del gos (Canis familiaris), per aquesta mateixa època. Tot i això, durant les fases inicials de l'assentament, havien de dependre en bona part de la caça, incloent-hi la fauna salvatge de la regió senglars, cabres salvatges i cèrvids.
El medi ambient neolític estava format per àrees pantanoses prop del Bogazcay, boscos poc densos, petites extensions d'estepa i, cap al sud una estepa-bosc esquitxada d'ametllers, festucs i roures, els fruits dels quals serien àmpliament recollits per complementar les aportacions de greixos en la dieta local. Altres plantes consumides pels locals van ser el lli, el raïm, la figa i el sègol. Des dels moments inicials, conreaven ja el blat, encara que les quantitats que apareixen en el registre són petites al principi. D'altra banda, científics de l'Institut Max Planck de Colònia han descobert recentment que l'avantpassat genètic comú de 68 tipus contemporanis de cereal creix encara com una planta salvatge als vessants de la muntanya Karaca (Karacadag), que es troba en les proximitats de Çayönü. Això reforça les teories de molts investigadors que va poder ser allà on el blat modern va ser conreat inicialment.
En els nivells inferiors i, per tant, més antics, es van descobrir objectes realitzats en malaquita, mineral que conté un 57% de coure: denes perforades i granadura. En nivells clarament anteriors al 7000 aC segons uns, al voltant d'aquesta data i sobre el 6800 segons d'altres, es van trobar 40 artefactes fets ja de coure (agulles, sobretot), que havien estat treballats en fred mitjançant les tècniques del raspat i martellejat, i són les proves més antigues de l'ús de metalls. Tant la malaquita com el coure es poden trobar a una curta distància de Çayönü, a l'entorn d'Ergani.